# Okhtar
Okhtar (en arménien Օխտար) est une communauté rurale du marz de Syunik en Arménie. En 2008, elle compte 114 habitants.